# Heath Charnock
Heath Charnock – wieś w Anglii, w hrabstwie Lancashire, w dystrykcie Chorley. Leży 31 km na północny zachód od miasta Manchester i 290 km na północny zachód od Londynu. W 2001 miejscowość liczyła 2065 mieszkańców.